# ブロンクホルスト
ブロンクホルスト（オランダ語: Bronckhorst [ˈbrɔŋkɦɔrst] ( 音声ファイル)）は、オランダのヘルダーラント州にあるヘメーンテ（基礎自治体）。2005年1月1日にヘンゲロ (Hengelo) 、ヒュメロ・エン・ケッペル (Hummelo en Keppel) 、ステーンデレン (Steenderen) 、フォルデン (Vorden) 、ゼルヘム (Zelhem) の各ヘメーンテが合併して誕生した。市名はかつてこの辺りを治めていたブロンクホルスト家に由来する。

## 歴史
1404年、ケッペルが都市権を取得した。

## 市内の地区
旧ヘンヘロ市
- ヘンゲロ (Hengelo)
- ケイイェンボルフ (Keijenborg)
- ノールディンク (Noordink)
- デュンスボルフ (Dunsborg)
- ベクフェルト・エン・ゴーイ (Bekveld en Gooi)
- ファルセル (Varssel)
- フェルトフク (Veldhoek)

旧ヒュメロ・エン・ケッペル市
- アハテル＝ドレンプト (Achter-Drempt)
- エルドリク (Eldrik)
- ホーフ＝ケッペル (Hoog-Keppel)
- ヒュメロ (Hummelo)
- ラーフ＝ケッペル (Laag-Keppel)
- フォール＝ドレンプト (Voor-Drempt)

旧ステーンデレン市
- バーク (Baak)
- ブロンクホルスト (Bronkhorst)
- オルビュルヘン (Olburgen)
- ラー (Rha)
- ステーンデレン (Steenderen)
- トルデイク (Toldijk)

旧フォルデン市
- デルデン (Delden)
- クラーネンブルフ (Kranenburg)
- リンデ (Linde)
- メドレル (Medler)
- モセル (Mossel)
- フェルトウェイク (Veldwijk)
- フィーラッケル (Vierakker)
- フォルデン (Vorden)
- ウィハモント (Wichmond)
- ウィルデンボルハ (Wildenborch)

旧ゼルヘム市
- デ・メーネ (De Meene)
- ハレ (Halle)
- ハレ＝ヘイデ (Halle-Heide)
- ハレ＝ネイマン (Halle-Nijman)
- ヘイデンフク (Heidenhoek)
- ヘルネ (Heurne)
- オーステルウェイク (Oosterwijk)
- フェルスウェイク (Velswijk)
- ワシンクブリンク (Wassinkbrink)
- ウィンケルスフック (Winkelshoek)
- ウィッテブリンク (Wittebrink)
- ゼルヘム (Zelhem)